# Dario Smoje
Dario Smoje (Rijeka, 19. rujna 1978.) je hrvatski umirovljeni nogometaš.

## Karijera

### Klupska karijera
Dario Smoje je sa 16 godina debitirao u momčadi Rijeke. Nakon dvije godine igranja u klubu, Smoje 1997. odlazi u talijanski AC Milan. Mladi igrač tamo nije imao mnogo šansi pokazati svoje kvalitete jer su mu u obrambenom redu konkurenciju činili Paolo Maldini, Alessandro Costacurta, Marcel Desailly i André Cruz. Dario je tada uspio skupiti svega šest prvenstvenih nastupa dok je klub tu sezonu završio na razočaravajućem 10. mjestu. Zbog toga je otpušten trener Fabio Capello te je doveden Alberto Zaccheroni koji je odmah otpisao Smoju.
Igrač nakon toga nastavlja karijeru u Serie B gdje je igrao za Monzu i Ternanu. 2001. godine se vraća u Hrvatsku gdje potpisuje za Dinamo Zagreb s kojim je osvojio hrvatsko prvenstvo, kup i Superkup. Sezonu 2003./04. igrač je proveo u gradskom rivalu Zagrebu da bi nakon toga otišao u belgijski Gent.
Za novi klub Dario Smoje je igrao pet godina te je u tom razdoblju dva puta osvojio Intertoto kup (2006. i 2007.) dok je 2008. bio finalist belgijskog kupa.
Posljednji klub u kojem je Smoje igrao bio je Hrvatski dragovoljac.

### Reprezentativna karijera
Smoje je igrao u svim dobnim uzrastima hrvatske reprezentacije. U dresu Vatrenih debitirao je 9. veljače 2003. u prijateljskoj utakmici protiv Makedonije. To mu je ujedno i jedini nastup za hrvatsku reprezentaciju.

## Osvojeni trofeji

### Klupski trofeji
| Klub          | Trofej            | Sezona / godina |
| Hrvatska      | Hrvatska          | Hrvatska        |
| ------------- | ----------------- | --------------- |
| Dinamo Zagreb | Hrvatski kup      | 2002.           |
| Dinamo Zagreb | Hrvatski Superkup | 2002.           |
| Dinamo Zagreb | 1. HNL            | 2002./03.       |
| Belgija       |                   |                 |
| Gent          | Intertoto kup     | 2006.           |
| Gent          | Intertoto kup     | 2007.           |

## Vanjske poveznice
- HNL-Statistika.com
- Reprezentativna statistika